# 바움쿠헨

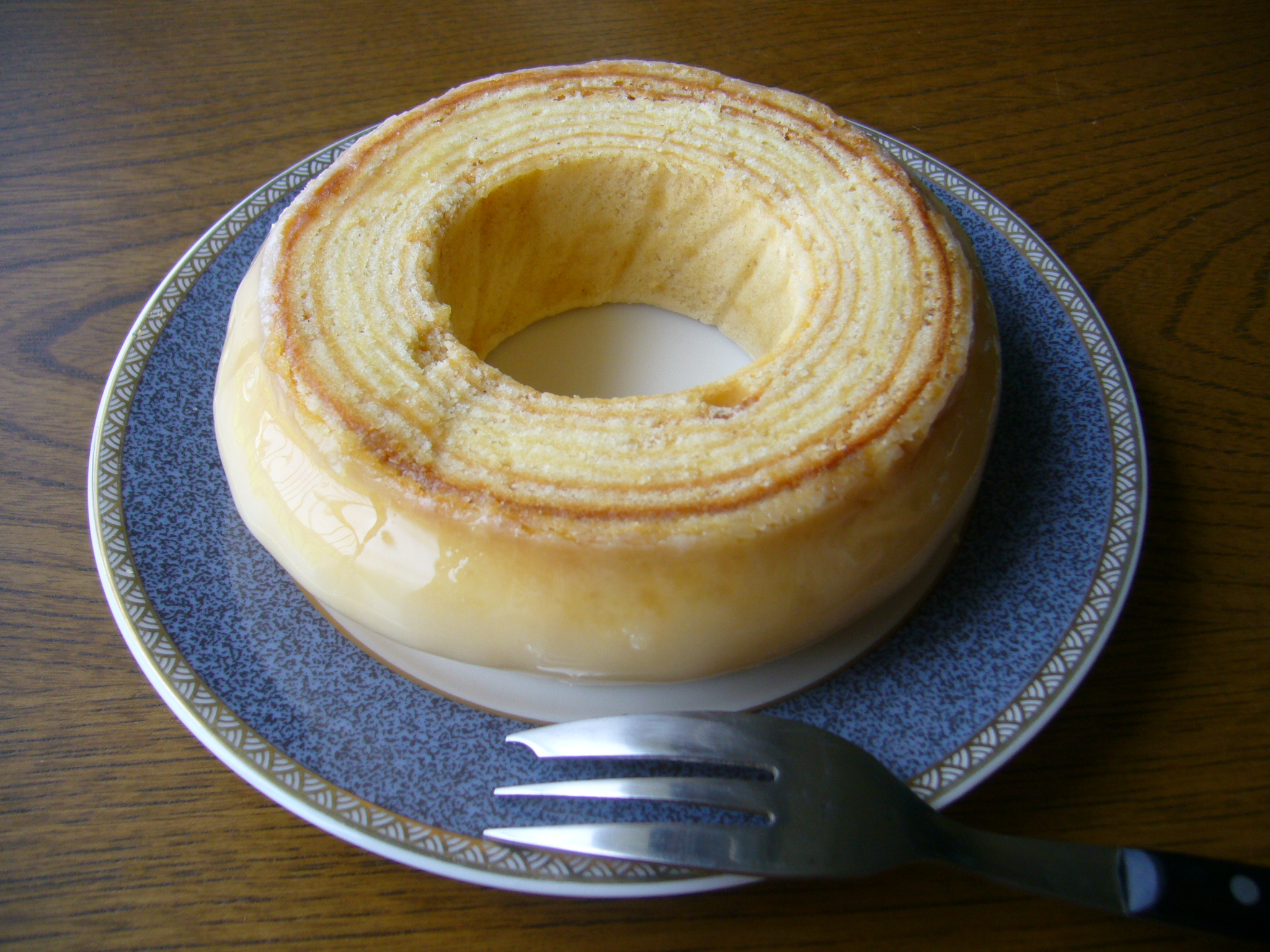
독일의 바움쿠헨

바움쿠헨(독일어: Baumkuchen)은 독일을 기원으로 둔 스핏 케이크의 일종이다. 바움쿠헨은 많은 유럽 국가들의 전통 과자이며 또한 일본에서 디저트로써 그 인기가 높다. 바움쿠헨을 번역하면 나무 케이크라는 이름을 가지고 있으며, 어원은 바움쿠헨을 잘랐을 때 나타나는 그 특징적인 나이테에 있다.

## 역사
바움쿠헨의 기원과 케이크를 처음으로 구워낸 장소에 대해서는 아직도 분쟁 중이다.
한 이론은 바움쿠헨이 잘츠베델(Salzwedel)이라는 독일의 작은 마을에서 최소 19세기부터 발명되었다는 설이다. 이 이론 덕분에 독일 작센-안할트 주의 작은 도시 잘츠베델은 바움쿠헨의 기원지로 유명해졌다.
다른 한 이론은 바움쿠헨이 헝가리의 가장 오래된 결혼 기념 케이크인 kürtőskalács(굴뚝 케이크)에서 유래되었다는 설이다. 헝가리와 보헤미아에서 전문적인 요리사로 일한적이 있던 Marx Rumpolt는 Ein neues Kochbuch(새로운 요리책)이라는 책을 1581년 출간했는데, 그 책 속에 바움쿠헨의 요리법이 적혀 있었다. 이로 인하여 바움쿠헨의 기원은 1581년 이 요리책의 출간 전으로 돌아가게 된다. 또한, 1682년 Johann Sigismund Elsholtz를 위해 일하던 시골의 치료사가 바움쿠헨과 비슷한 음식을 준비한 적이 있다.
또한 바움쿠헨의 기원은 고대 그리스와 로마에서도 찾을 수 있다. 로마는 고대 그리스로부터 통나무 위에서 케이크를 굽는 요리법을 가져왔는데, 이는 근대 독일과 그 주변 국가들에게 영향을 주었다.

## 제법

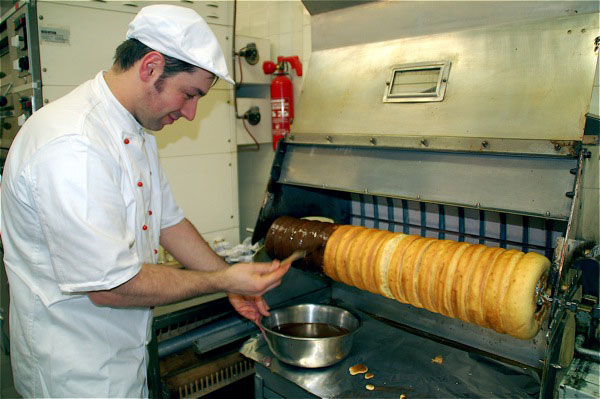
조리중인 바움쿠헨

바움쿠헨을 만들기 위해 여러 과정이 필요하다.
1. 밀가루, 버터, 계란, 바닐라, 소금등을 준비한다. 부풀게 하기 위해 일부 제과점에서 베이킹파우더를 넣는다고 한다. (일반적으로 밀가루:버터:계란의 비율은 1:1:2이다.)
2. 묽은 바움쿠헨 반죽을 준비한다.
3. 불가에서 회전하는 긴 봉에 반죽을 붓는다.
4. 부은 반죽이 황금색으로 구워지면, 다시 반죽을 붓는다. 이를 20여회 반복한다.
5. 나이테와 같은 띠를 가진 고리모양의 바움쿠헨이 만들어진다.[6]

이렇게 만들어진 바움쿠헨을 소비자가 원하는 양만큼 잘라서 판매한다.

## 관련 음식
- 바움쿠헨슈피첸 (Baumkuchenspitzen)

원통모양을 유지하면서 만들면 바움쿠헨이라고 부르고 원통모양을 먹기 좋은 크기의 조각으로 자르면 바움쿠헨슈피첸이라고 부른다.
바움쿠헨슈피첸은 일반적으로 초콜렛으로 덮혀 판매된다.
- 시히트토르테 (Schichttorte)

간단한 수평의 층이 존재하는 케익인 시히트토르테 또한 존재한다. 이것은 돌아가는 봉없이 구워지고 나이테 무늬가 없는 대신 수평방향으로 층이 있다.

## 같이 보기
- 겹 케이크